# إثم
الإثم وهو عمل سيئ يفعله الشخص الآثم بغض النظر عن كونه طيب أم شرير.
- من مرادفات الإثم: الخطأ (الخطيئة) والذنب والمعصية والسيئة.
- إما أضداد الإثم: فهي البر والحسنة (حسنات) والإحسان والعمل الصالح.

## الأثم في الأديان
دعت كل الأديان إلى الابتعاد عن الآثام والتوجه إلى العمل الصالح، لكن اختلفت الأديان والمذاهب في سلطة وصلاحية الإثم، وتفوقه أو انحطاطه أمام البر.

### الإثم في الإسلام
- يعتقد المسلمون أن الإثم ليس ذو سلطة، وهو تافه أمام البر، يقول الله سبحانه وتعالى: {وَأَقِمِ الصَّلَاةَ طَرَفَيِ النَّهَارِ وَزُلَفًا مِّنَ اللَّيْلِ ۚ إِنَّ الْحَسَنَاتِ يُذْهِبْنَ السَّيِّئَاتِ ۚ ذَٰلِكَ ذِكْرَىٰ لِلذَّاكِرِينَ} [3] سورة هود:الآية 114
- ويؤمن المسلمين كذلك أن الآثم ليس له قيمة {أُولَٰئِكَ الَّذِينَ كَفَرُوا بِآيَاتِ رَبِّهِمْ وَلِقَائِهِ فَحَبِطَتْ أَعْمَالُهُمْ فَلَا نُقِيمُ لَهُمْ يَوْمَ الْقِيَامَةِ وَزْنًا} سورة الكهف:الآية 105[4]
- ويعتقد المسلمون ان المسيئين سوف يعذبون بنار جهنم يقول سبحانه وتعالى {نَبِّئْ عِبَادِي أَنِّي أَنَا الْغَفُورُ الرَّحِيمُ • وَأَنَّ عَذَابِي هُوَ الْعَذَابُ الْأَلِيمُ} [5] سورة الحجر آيات:49و50
- وعن الخطأ ويقول النبي محمد عليه الصلاة والسلام: «كُلُّ ابْنِ آدَمَ خَطَّاءٌ وَخَيْرُ الْخَطَّائِينَ التَّوَّابُونَ».[6] وهذا يعني ان الخطيئة صفة طبيعية عند الإنسان ولا يوجد أحد معصوم حسب العقيدة الإسلامية.
- يؤمن المسلمون بخطيئة الشيطان ووسوسته ويدعو الإسلام إلى الابتعاد عن المخطئين والمسيئين الذين يوصفهم بالمفسدين بالارض،
- ولا يؤمن المسلمون بالخطيئة الجماعية أو الخطيئة المتوارثة وانما لكل انسان أعماله الخاصة به يقول الله سبحانه وتعالى {وَلَا تَزِرُ وَازِرَةٌ وِزْرَ أُخْرَىٰ ۚ ثُمَّ إِلَىٰ رَبِّكُم مَّرْجِعُكُمْ فَيُنَبِّئُكُم بِمَا كُنتُمْ فِيهِ تَخْتَلِفُونَ} سورة الانعام آية:164.

### الإثم في المسيحية
- يختلف المسيحين مع المسلمين في تقيم الإثم، حيث يؤمن المسيحيون بتعادل قيمة البر مع الإثم،

{الإنسان الذي يصوم عن خطاياه ثم يعود يفعلها، مَنْ يستجيب لصلاته؟! وماذا نفعه اتضاعه؟} (سفر يشوع بن سيراخ 34: 31)
- تشترط العقيدة المسيحية في الخطيئة أن تكون صادرة عن وعي ومعرفة، ولذلك فإن الخطايا التي ترتكب عن غير معرفة أو قصد لا يعتبر الإنسان مسؤولاً عنها.
- وتقسم الخطايا، من حيث نوعها، إلى ثلاث أنواع: طفيفة، وثقيلة، ومميتة، بكل الأحوال فإن كل خطيئة من الممكن أن يقبل الله التوبة عنها، صافحًا وغافرًا.
- ويؤمن المسيحيون بالخطيئة الأصلية المتوارثة، وبالخطيئة الجماعية التي إفتدى بسببها يسوع بنفسه لتُغفر خطايا المسيئين.

### الإثم في اليهودية
اعتقاد اليهود اساساً قائم على الوصايا العشر، والتي أخذت باقي الأديان الإبراهيمية تعاليمها منها، ويعتبر المخالف لها مذنباً، وتقسم إلى نوعين، الأول بين الإنسان وربه والثاني بين الإنسان واخيه الإنسان.
جاء في الكتاب المقدس العبري لا يريد الله تعالى موت الظالم ظالماً إنما عودته إلى الطريق المستقيم ليحيى، وقال: «عودوا إلى التوبة واحيوا». والغفران بعد التوبة هو من نعمه تعالى، حيث منطقياً وعلمياً يجب على الآثم أن ينال عقابه، إنما الله عز وجل برحماته يغفر له، إذا هو ندم على ذنوبه وتاب. كذلك نجد قوله تعالى (حزقيال 18: 21 – 23 ترجمة كتاب الحياة:
﴿وَلَكِنْ إِنْ رَجَعَ الشِّرِّيرُ عَنْ خَطَايَاهُ كُلِّهَا الَّتِي ارْتَكَبَهَا، وَمَارَسَ جَمِيعَ فَرَائِضِي وَصَنَعَ مَا هُوَ عَدْلٌ وَحَقٌّ فَإِنَّهُ حَتْماً يَحْيَا، لاَ يَمُوتُ. وَلاَ تُذْكَرُ لَهُ جَمِيعُ آثَامِهِ الَّتِي ارْتَكَبَهَا. إِنَّمَا يَحْيَا بِبِرِّهِ الَّذِي عَمِلَهُ. أَحَقّاً أُسَرُّ بِمَوْتِ الشِّرِّيرِ يَقُولُ السَّيِّدُ الرَّبُّ؟ أَلَيْسَ بِرُجُوعِهِ عَنْ طُرُقِهِ الآثِمَةِ فَيَحْيَا؟﴾
ويؤمن اليهود بالخطيئة الأصلية المتوارثة، والخطيئة الجماعية التي يعاقب عليها قوم المذنبين.

## طالع ايضًا
- جدلية الخير والشر
- الخير
- الشر
- شيطان
- الملاك